# Ki az az Erin Carter?
A Ki az az Erin Carter? (eredeti cím: Who Is Erin Carter?) 2023-tól vetített brit akciósorozat, amelyet Bill Eagles, Ashley Way és Savina Dellicour rendezett. A főbb szerepekben Evin Ahmad, Sean Teale, Indica Watson, Pep Ambròs, Denise Gough és Douglas Henshall látható.
Egyesült Királyságban és Magyarországon 2023. augusztus 24-én mutatta be a Netflix.

## Ismertető
Erin Carter, a brit származású tanárnő, aki a Barcelonában él férjével és lányával. Egy élelmiszerboltban elkövetett fegyveres rablás során kénytelen megvédeni magát és lányát azzal, hogy megöli az egyik támadót, felhasználva magasan képzett harci képességeit, ami kérdéseket vet fel személyiségével és múltjával kapcsolatban, és veszélyezteti a családjával kialakított életét.

## Szereplők
| Szereplők       | Színész                    | Magyar hang         |
| --------------- | -------------------------- | ------------------- |
| Erin Carter     | Evin Ahmad                 | Pálmai Anna         |
| Jordi Collantes | Sean Teale                 | Fehér Tibor         |
| Harper Carter   | Indica Watson              | Hegedűs Johanna     |
| Harper Carter   | Leila Faith Lopez (gyerek) | Fehérvári Júlia     |
| Emilio Martin   | Pep Ambròs                 | Pál András          |
| Daniel Lang     | Douglas Henshall           | Gergely Róbert      |
| Lena Campbell   | Denise Gough               | Ligeti Kovács Judit |
| Olivia Thorne   | Susannah Fielding          | Farkasházi Réka     |
| Penelope Reyna  | Charlotte Vega             | Bozó Andrea         |

### Magyar változat
- Magyar szöveg: Jeszenszky Márton
- Hangmérnök: Gábor Dániel
- Vágó: Sári-Szemerédi Gabriella
- Gyártásvezető: Gelencsér Adrienne
- Szinkronrendező: Nikas Dániel
- Produkciós vezető: Várkonyi Krisztina

A szinkront a Mafilm Audio Kft. készítette.

## Epizódok
| Sor. | Év. | Cím                   | Rendező                        | Író                                        | Premier             |
| ---- | --- | --------------------- | ------------------------------ | ------------------------------------------ | ------------------- |
| 1.   | 1.  | 1. epizód (Episode 1) | Ashley Way                     | Jack Lothian                               | 2023. augusztus 24. |
| 2.   | 2.  | 2. epizód (Episode 2) | Ashley Way                     | Jack Lothian                               | 2023. augusztus 24. |
| 3.   | 3.  | 3. epizód (Episode 3) | Ashley Way                     | Adam Gyngell, Fred Armesto és Jack Lothian | 2023. augusztus 24. |
| 4.   | 4.  | 4. epizód (Episode 4) | Bill Eagles                    | Jack Lothian                               | 2023. augusztus 24. |
| 5.   | 5.  | 5. epizód (Episode 5) | Ashley Way és Savina Dellicour | Jack Lothian                               | 2023. augusztus 24. |
| 6.   | 6.  | 6. epizód (Episode 6) | Savina Dellicour               | Jack Lothian                               | 2023. augusztus 24. |
| 7.   | 7.  | 7. epizód (Episode 7) | Bill Eagles                    | Jack Lothian                               | 2023. augusztus 24. |